# 莱州城墙
莱州城墙，位于中国山东省莱州市，为古莱州府城垣。莱州城墙已于抗战期间拆除。

## 历史
元之前，莱州城垣缺文献记载。明洪武四年（1371年）,莱州卫指挥使茆贵修复元城墙，此时城墙高13米，宽15米，设有四门。明万历二十六年（1598年），增修城墙，规模扩大一倍。抗战期间，拆除城墙。

## 城门
莱州城墙设有4城门，东曰澄清门，西曰武定门，南曰景阳门，北曰定海门。